# Oeneis nevadensis

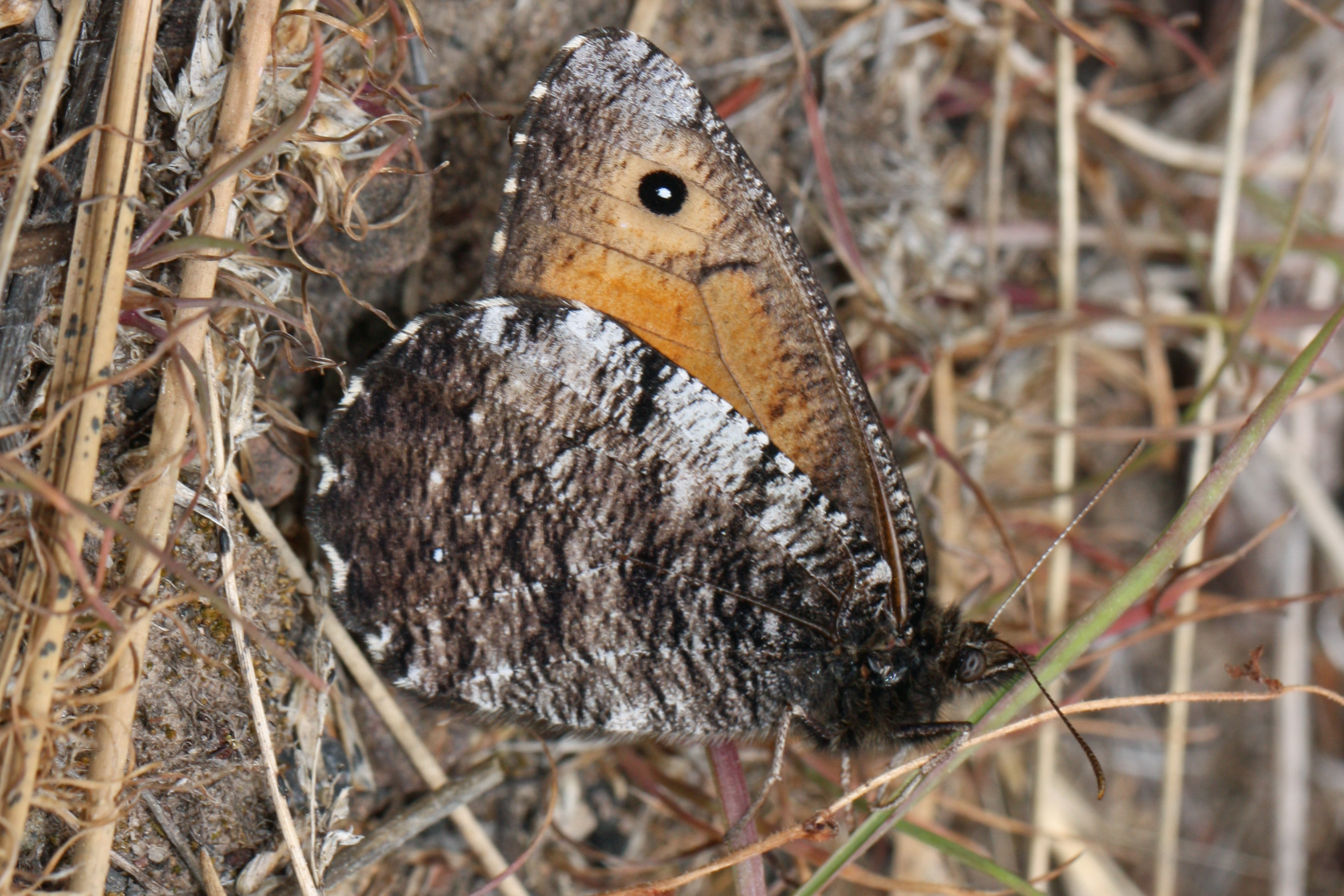
Flügelunterseite

Oeneis nevadensis ist ein Schmetterling (Tagfalter) aus der Familie der Edelfalter (Nymphalidae).

## Merkmale

### Falter
Die Flügelspannweite der Falter beträgt 57 bis 63 Millimeter. Damit zählen sie zu den größten Oeneis-Arten. Vorder- und Hinterflügel haben auf der Oberseite eine gelbbraune bis rotbraune Farbe. In der Submarginalregion der Vorderflügeloberseite heben sich meist zwei schwarze Augenflecke ab. Parallel zum Vorderrand befindet sich bei den Männchen ein verdunkelter Bereich, der aus Duftschuppen gebildet wird und von der Flügelwurzel bis kurz vor den Apex reicht. Die Oberseite der Hinterflügel ist mit einem schwarzen Augenfleck versehen, dieser kann aber auch gänzlich fehlen. Die Unterseiten der Vorderflügel sind gelbbraun, die Augenflecke der Oberseite scheinen durch. Auf der Hinterflügelunterseite dominiert eine schwärzliche Marmorierung, die am Rand von einigen weißen Flecken unterbrochen wird.

### Raupe
Ausgewachsene Raupen sind meist grünlich gefärbt und mit weißlichen und bräunlichen Seitenlinien versehen. Es erscheinen aber auch rotbraune Exemplare mit dunkelbraunen Längsstreifen. Der Körper ist am Ende gegabelt.

### Ähnliche Arten
Oeneis macounii unterscheidet sich durch weniger weiße Zeichnungselemente auf der Hinterflügelunterseite. Den Männchen fehlen außerdem die dunklen Duftschuppen auf der Vorderflügeloberseite. Das Verbreitungsgebiet dieser Art erstreckt sich zudem weiter ostwärts, sodass es keine geographische Überlappung der beiden Arten gibt.

## Verbreitung und Vorkommen
Hauptvorkommensgebiet der Art ist die Kaskadenkette vom Süden British Columbias bis in den Norden Kaliforniens. Außerdem gibt es ein Vorkommen an der Südspitze von Vancouver Island. Oeneis nevadensis besiedelt gebirgige Gegenden, steinige Wiesen, Schutt- und Geröllhalden sowie Felsschluchten.

## Unterarten
Folgende Unterarten werden unterschieden:
- Oeneis nevadensis navadensis (C. Felder & R. Felder, 1867) im Süden von British Columbia, in Washington, Oregon, Nevada sowie im Norden Kaliforniens
- Oeneis nevadensis gigas (Butler, 1868) auf Vancouver Island
- Oeneis nevadensis iduna (Edwards, 1874) in Küstengebieten Kaliforniens

## Lebensweise
Die Falter fliegen in einer Generation je nach Höhenlage von Ende Mai bis Mitte Juli. Die Nahrungspflanzen der Raupen sind zurzeit unbekannt. Bei Zuchten werden verschiedene Gräser angenommen. Da die Art in Gebirgslagen mit nur kurzen Wärmeperioden und nährstoffarmer Vegetation vorkommt, benötigt sie zwei Jahre für die Entwicklung. Die Raupen überwintern zunächst im zweiten oder dritten und zum zweiten Mal im fünften Larvenstadium. Aufgrund dieses Entwicklungszyklus erscheinen die Falter in geraden Jahren zahlreicher.

## Belege